# Рытов, Михаил Александрович
Михаил Александрович Рытов (4 октября 1984, Выкса) — российский футболист, защитник.
Воспитанник ДЮСШ «Металлург» Выкса. В первенстве России играл за команды первого и второго дивизионов «Металлург» Выкса (2001—2003), «Динамо» Брянск (2004—2006), «КАМАЗ» Набережные Челны (2007—2009), «Нижний Новгород» (2009—2010), «Торпедо-ЗИЛ» Москва (2010), «Текстильщик» Иваново (2011—2012, 2016—2017), «Балтика» Калининград (2012—2015), «Химик» Дзержинск (2015—2016), «Муром» (2017—2018), «Волна» Нижегородская область (2021). С конца осенней части сезона-2021/22 — член тренерского штаба «Волны».